# Globicornis emarginata
Globicornis emarginata là một loài bọ cánh cứng trong họ Dermestidae. Loài này được Gyllenhal miêu tả khoa học năm 1808.